# Рэнсом, Артур
Артур Рэнсом (англ. Arthur Mitchell Ransome, 18 января 1884 — 3 июня 1967) — английский журналист, писатель, разведчик, агент MI5.

## Биография
Родился в Лидсе в семье профессора истории Сирилла Рэнсома и Эдит Болтон. Отец Артура умер в 1887 году, когда ему было три года. Учился в школе Виндермер, затем в престижной частной школе Регби. В течение года учился в университете, но оставил учёбу. Работал клерком в издательской компании.
В 1907 году написал книгу «Богема в Лондоне» (англ. Bohemia in London) о лондонской литературной сцене. В 1909 году женился на Айви Констанс Уолкер (англ. Ivy Constance Walker). Их брак закончился разводом в 1924 году.
В мае 1913 году Рэнсом отправился в Санкт-Петербург, где провел три месяца. После возвращения в Англию опубликовал «Сказки дедушки Петра» (англ. Old Peter’s Russian Tales), книгу переводов русских народных сказок, в оформлении Д. И. Митрохина (2-е издание вышло в свет в 1916 году), с которым впоследствии, в 1960-е годы, состоял в переписке. В 1914 и 1915 годах он совершил ещё несколько поездок в Россию, а в ноябре 1915 года снова приехал в Россию в качестве корреспондента радикальной газеты Daily News. В то же время Рэнсом параллельно работал на MI5 под кодовым обозначением "S76". Однако высказываются предположения и о том, что он мог быть двойным агентом.
Во время революции 1917 года входил в ближайшее окружение большевистских лидеров. После захвата большевиками власти вместе с Покровским и Радеком участвовал в разборке секретного архива русского министерства иностранных дел и публикации тайных договоров царского и временного правительства. Тесное общение с большевиками позволило Рэнсому брать интервью у Ленина и Троцкого. В это же время Рэнсом сходится с секретарём Троцкого Евгенией Петровной Шелепиной, на которой он впоследствии женился. В 1919 году Рэнсом покидает Россию вместе c Шелепиной.
В начале 1919 года был выслан из Швеции в числе группы пробольшевистски настроенных англичан, а также советских дипломатов и государственных деятелей (В. В. Воровский, А. А. Богданов, М. М. Бородин, А. Л. Шейнман и другие). После короткого пребывания в Англии жил сначала в Ревеле, а затем в Риге, работая корреспондентом газеты Manchester Guardian. В октябре 1919 через Рэнсома эстонское министерство иностранных дел устно передало Совнаркому тайное предложение о перемирии. Рэнсом пересёк линию фронта и сообщил о предложении эстонцев советскому дипломату Максиму Литвинову. Издал книгу «Россия в 1919 году» (англ. Russia in 1919). В своих поездках между Россией, прибалтийскими и скандинавскими странами и Англией вместе с женой вывозил из России алмазы по поручению компартии.
В 1924 году развелся с первой женой и женился на Евгении Шелепиной. В 1927—1928 годах ездил в Китай, был другом жены Сунь Ятсена Сун Цинлин.
В 1931—1947 написал серию детских книг «Ласточки и амазонки» (англ. Swallows and Amazons), благодаря чему стал известным детским писателем. В 1936 году Артур Рэнсом стал первым лауреатом медали Карнеги за произведения для детей. Умер в 1967 году.

## Книги
- The ABC of Physical Culture, 1904
- The Souls of the Streets, 1904
- Highways And Byways In Fairyland, 1906
- Pond and Stream, 1906
- The Child’s Book of the Seasons, 1906
- The Things in Our Garden, 1906
- «Bohemia in London» (Богема в Лондоне), 1907
- A History of Storytelling, 1909
- Edgar Allan Poe, 1910
- The Imp and the Elf and the Ogre, 1910
- The Book of Love, 1910
- The Hoofmarks of the Faun, 1911
- Life Of Oscar Wilde, 1913
- Portraits and Speculation, 1913
- The Elixir of life, 1915
- «Old Peter’s Russian Tales», 1914
- Russia in 1919, 1919
- The Crisis in Russia, 1920
- The Soldier And Death, 1922
- Racundra’s First Cruise, 1923
- Aladdin in Rhyme, 1923
- The Chinese Puzzle, 1927
- Rod and Line, 1929
- Swallows and Amazons, 1930
- Swallowdale, 1931
- Peter Duck, 1932
- Winter Holiday, 1933
- Coot Club, 1934
- Pigeon Post, 1936
- We Didn’t Mean To Go To Sea, 1937
- Secret Water, 1939
- The Big Six, 1940
- Missee Lee, 1941
- The Picts And The Martyrs, 1943
- Russian Fairy Tales, 1946
- Great Northern, 1947
- Fishing, 1955
- Mainly About Fishing, 1957